# Preflyte
Albums de The Byrds
Dr. Byrds and Mr. Hyde
(1969) Ballad of Easy Rider
(1969)
Preflyte est une compilation du groupe américain The Byrds sortie en juillet 1969. Elle réunit des titres jusqu'alors inédits, enregistrés par le groupe à ses débuts, en 1964, aux World Pacific Studios de Los Angeles. Ces titres sont publiés avec l'accord des cinq membres des Byrds par leur ancien producteur Gary Usher sur son propre label, Together Records.
La compilation rencontre un certain succès à sa sortie, connaissant même de meilleures ventes que le dernier album en date du groupe, Dr. Byrds and Mr. Hyde. Elle est rééditée chez Columbia Records en 1973 avec une pochette différente. Les titres parus sur cet album se retrouvent par la suite sur d'autres compilations plus extensives des enregistrements de 1964 : The Preflyte Sessions (2001) et Preflyte Plus (2012).

## Titres

### Face 1
1. You Showed Me (Jim McGuinn, Gene Clark) – 2:05
2. Here Without You (Gene Clark) – 2:30
3. She Has a Way (Gene Clark) – 2:34
4. The Reason Why (Gene Clark) – 2:34
5. For Me Again (Gene Clark) – 2:32
6. Boston (Gene Clark) – 2:07

### Face 2
1. You Movin' (Gene Clark) – 2:10
2. The Airport Song (Jim McGuinn, David Crosby) – 2:03
3. You Won't Have to Cry (Jim McGuinn, Gene Clark) – 2:17
4. I Knew I'd Want You (Gene Clark) – 2:19
5. Mr. Tambourine Man (Bob Dylan) – 2:20

## Musiciens
- Jim McGuinn : guitare, chant
- Gene Clark : tambourin, guitare, harmonica, chant
- David Crosby : guitare, chant
- Chris Hillman : basse
- Michael Clarke : batterie, percussions